# Antonius Bouwens
Antonius Hubertus Maria "Antoine" Bouwens (Hunsel, Leudal, Limburg, 22 de maig de 1876 – Beverwijk, Holanda del Nord, 28 de març de 1963) va ser un tirador neerlandès que va competir cavall del segle xix i el segle xx. El 1900 va prendre part en els Jocs Olímpics de París, on guanyà la medalla de bronze en la prova de pistola militar per equips, junt a Anthony Sweijs, Solko van den Bergh, Dirk Boest Gips i Henrik Sillem. També disputà sis proves més del programa de tir, però en cap d'elles aconseguí medalles.
Vint anys més tard va prendre part en vuit proves del programa de tir als Jocs d'Anvers.